# Liste der Baudenkmale in Bronkow
In der Liste der Baudenkmale in Bronkow sind alle denkmalgeschützten Bauten der brandenburgischen Gemeinde Bronkow und ihrer Ortsteile aufgelistet. Grundlage ist die Veröffentlichung der Landesdenkmalliste mit dem Stand vom 31. Dezember 2020. Die Bodendenkmale sind in der Liste der Bodendenkmale in Bronkow aufgeführt.

## Baudenkmale in den Ortsteilen
In den Spalten befinden sich folgende Informationen:
- ID-Nr.: Die Nummer wird vom Brandenburgischen Landesamt für Denkmalpflege vergeben. Ein Link hinter der Nummer führt zum Eintrag über das Denkmal in der Denkmaldatenbank. In dieser Spalte kann sich zusätzlich das Wort Wikidata befinden, der entsprechende Link führt zu Angaben zu diesem Denkmal bei Wikidata.
- Lage: die Adresse des Denkmales und die geographischen Koordinaten. Link zu einem Kartenansichtstool, um Koordinaten zu setzen. In der Kartenansicht sind Denkmale ohne Koordinaten mit einem roten beziehungsweise orangen Marker dargestellt und können in der Karte gesetzt werden. Denkmale ohne Bild sind mit einem blauen bzw. roten Marker gekennzeichnet, Denkmale mit Bild mit einem grünen beziehungsweise orangen Marker.
- Bezeichnung: Bezeichnung in den offiziellen Listen des Brandenburgischen Landesamtes für Denkmalpflege. Ein Link hinter der Bezeichnung führt zum Wikipedia-Artikel über das Denkmal.
- Beschreibung: die Beschreibung des Denkmales
- Bild: ein Bild des Denkmales und gegebenenfalls einen Link zu weiteren Fotos des Baudenkmals im Medienarchiv Wikimedia Commons

### Bronkow
| ID-Nr.                           | Lage   | Bezeichnung | Beschreibung | Bild           |
| -------------------------------- | ------ | ----------- | --- | -------------- |
| 09120033 Wikidata                | (Lage) | Dorfkirche  | Die evangelische Kirche stammt aus der ersten Hälfte des 14. Jahrhunderts. In der Mitte des 18. Jahrhunderts wurde die Kirche im barocken Stil umgebaut. Im Inneren befindet sich ein Kanzelaltar aus der zweiten Hälfte des 17. Jahrhunderts. | weitere Bilder |
| 09120650 Teilobjekt zu: 09120033 | (Lage) | Taufengel   | Der 1758 durch Eleonora Erdmuth von Krachten gestiftete hölzerne Taufengel ist rund 1,15 Meter groß. | BW             |

### Lipten
| ID-Nr.            | Lage                                      | Bezeichnung                                                                                           | Beschreibung | Bild           |
| ----------------- | ----------------------------------------- | --- | --- | -------------- |
| 09120072 Wikidata | (Lage)                                    | Dorfkirche                                                                                            | Die evangelische Kirche stammt aus dem 14. Jahrhundert. Der Westturm wurde im 17. Jahrhundert errichtet. Der Kanzelaltar stammt wahrscheinlich aus dem Jahre 1759. Die Taufe stammt aus dem 18. Jahrhundert und hat eine sechseckige Form. | weitere Bilder |
| 09120073 Wikidata | Hauptstraße 21/22 (Lage)                  | Gutsarbeiterhaus mit Nebengebäude                                                                     | Datiert wird der zweigeschossige Fachwerkbau auf die zweite Hälfte des 19. Jahrhunderts. | weitere Bilder |
| 09120284 Wikidata | Schulweg 1–5, 7, 8, Hauptstraße 25 (Lage) | Gutsanlage, bestehend aus Herrenhaus, Verwalterhaus, drei Wirtschaftsgebäuden, Einfriedung und Garten | Der zweigeschossige Ziegelbau wird auf die Zeit um 1900 datiert. | weitere Bilder |

### Lug
| ID-Nr.            | Lage                         | Bezeichnung | Beschreibung                                                                                 | Bild     |
| ----------------- | ---------------------------- | ----------- | -------------------------------------------------------------------------------------------- | -------- |
| 09120431 Wikidata | Luger Dorfstraße 8/8a (Lage) | Gutshaus    | Der massive zweigeschossige Putzbau wird auf die zweite Hälfte des 19. Jahrhunderts datiert. | Gutshaus |